# Cyrtodactylus consobrinus
Cyrtodactylus consobrinus este o specie de șopârle din genul Cyrtodactylus, familia Gekkonidae, ordinul Squamata, descrisă de Peters 1871.

## Subspecii
Această specie cuprinde următoarele subspecii:
- C. c. kinabaluensis
- C. c. consobrinus